# ナイトキャップ

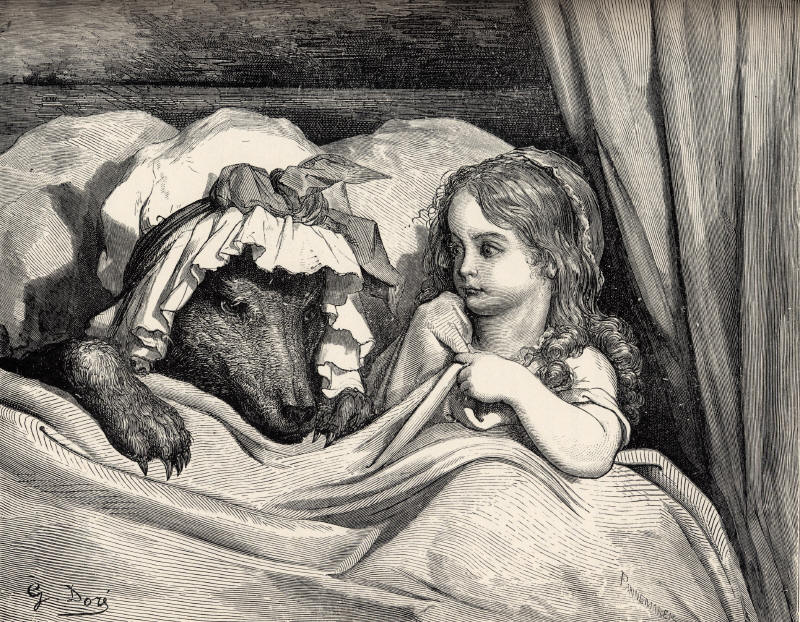
赤ずきんの1シーン。狼が女性用ナイトキャップをかぶっている。

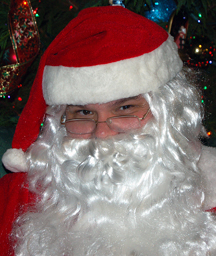
男性用ナイトキャップをかぶったサンタクロース。

ナイトキャップ (nightcap) は、就寝中にかぶる帽子（キャップ）。現在は髪を乱さないためが主な目的で、頭周りにぴったりとフィットしたつばなしの帽子である。

## 歴史
古くは、シラミ防止の目的があった。暖房が普及するまでは防寒の目的もあった。
近世、フォーマルにはかつらをかぶるようになると、自宅でかつらを外した後の短髪を隠すために、ナイトキャップが普及した。

## デザイン
広義には就寝中にかぶる帽子は全てナイトキャップであり、さまざまなデザインがある。伝統的なナイトキャップは、男性用と女性用でデザインが異なる。
- 女性用 - ネット、ニット、チュールなど柔らかい布が使われ、フリルで飾られている。しばしばドアノブカバーにたとえられる。
- 男性用 - 上下に長い円錐状で、先に毛玉の飾りが付いている。サンタクロースの帽子「サンタ帽」として有名である。

## 画像

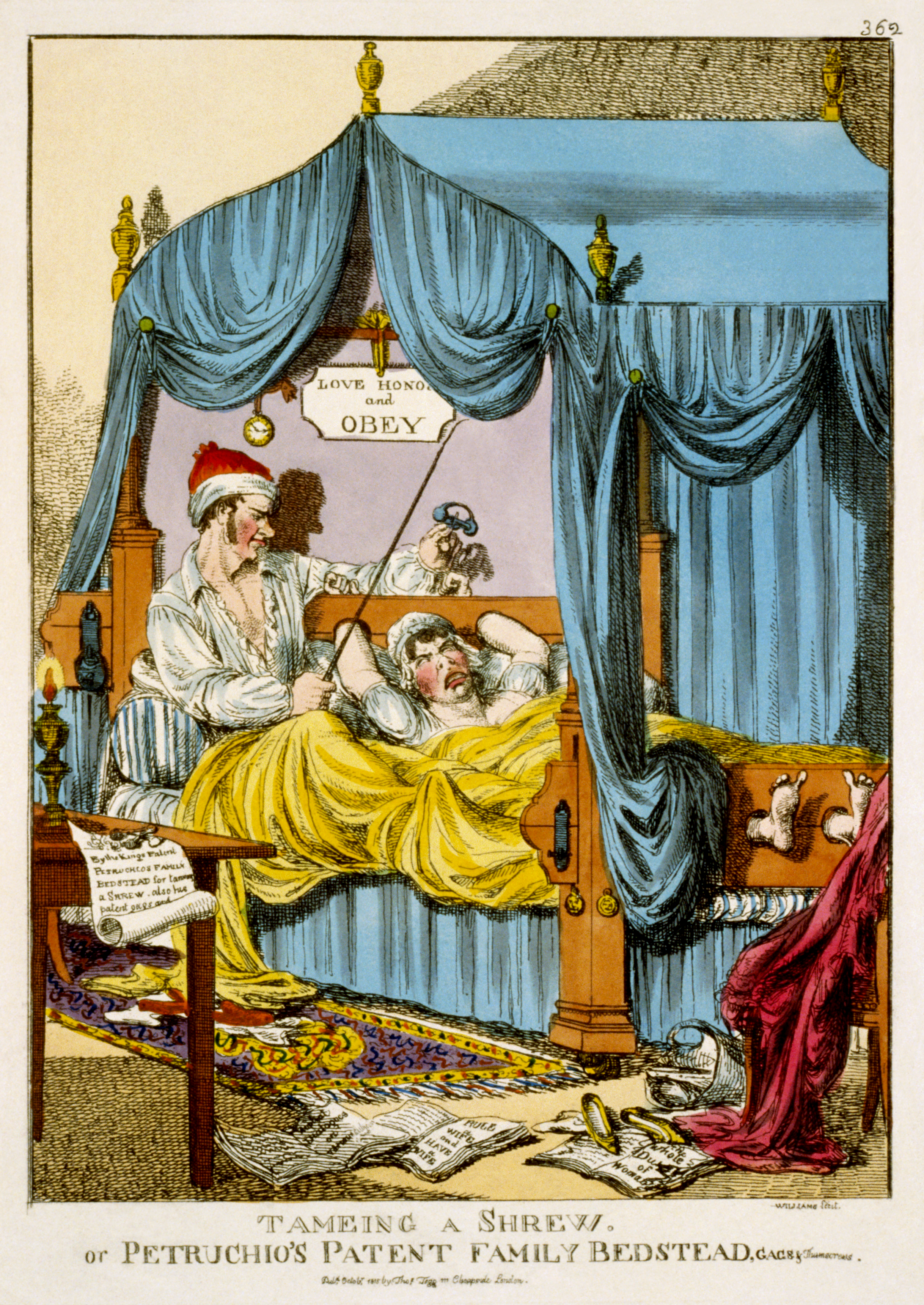
1815年ロンドンの風刺画に描かれた、ナイトキャップの夫婦。
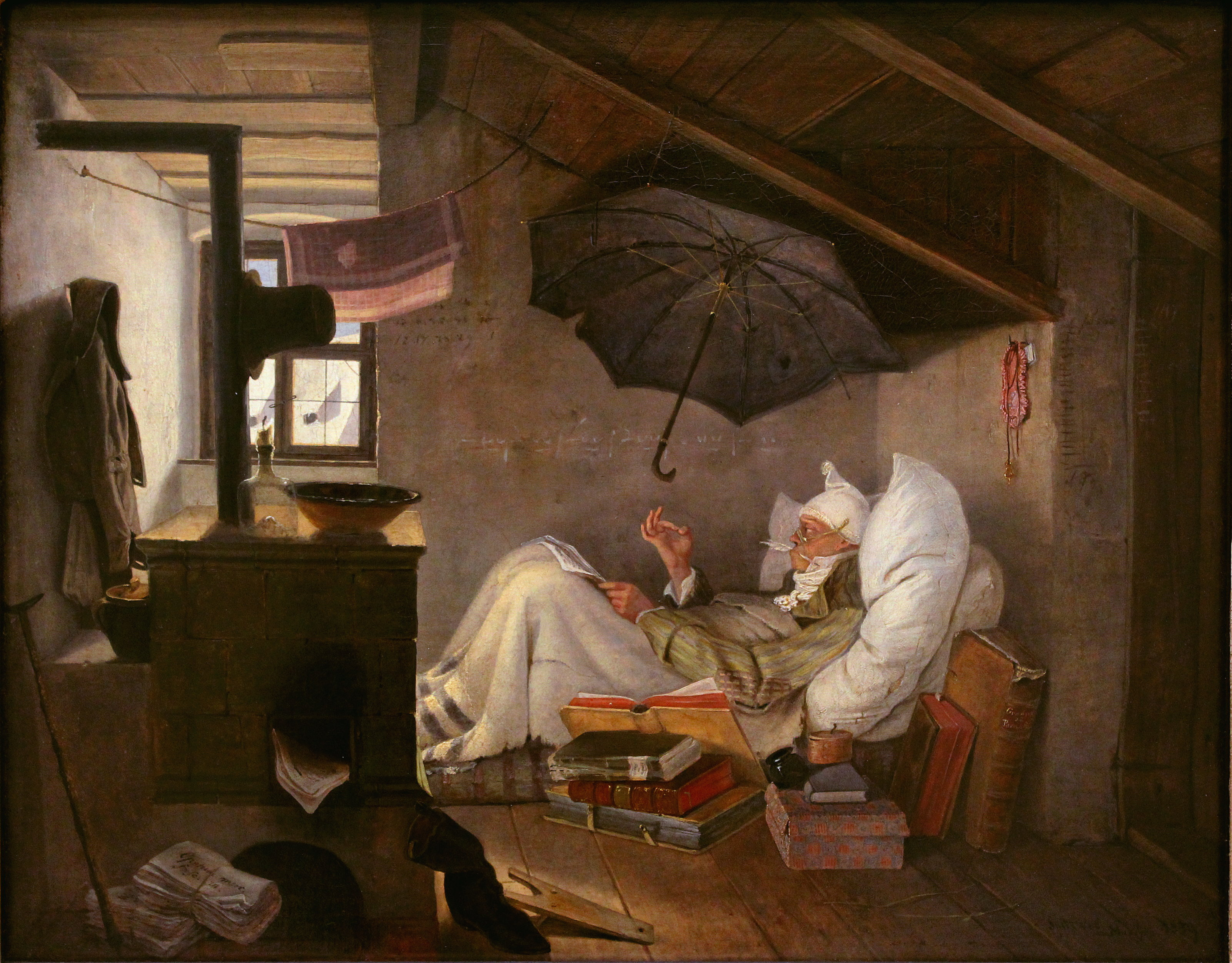
1839年カール・シュピッツヴェーク画「貧乏な詩人」。
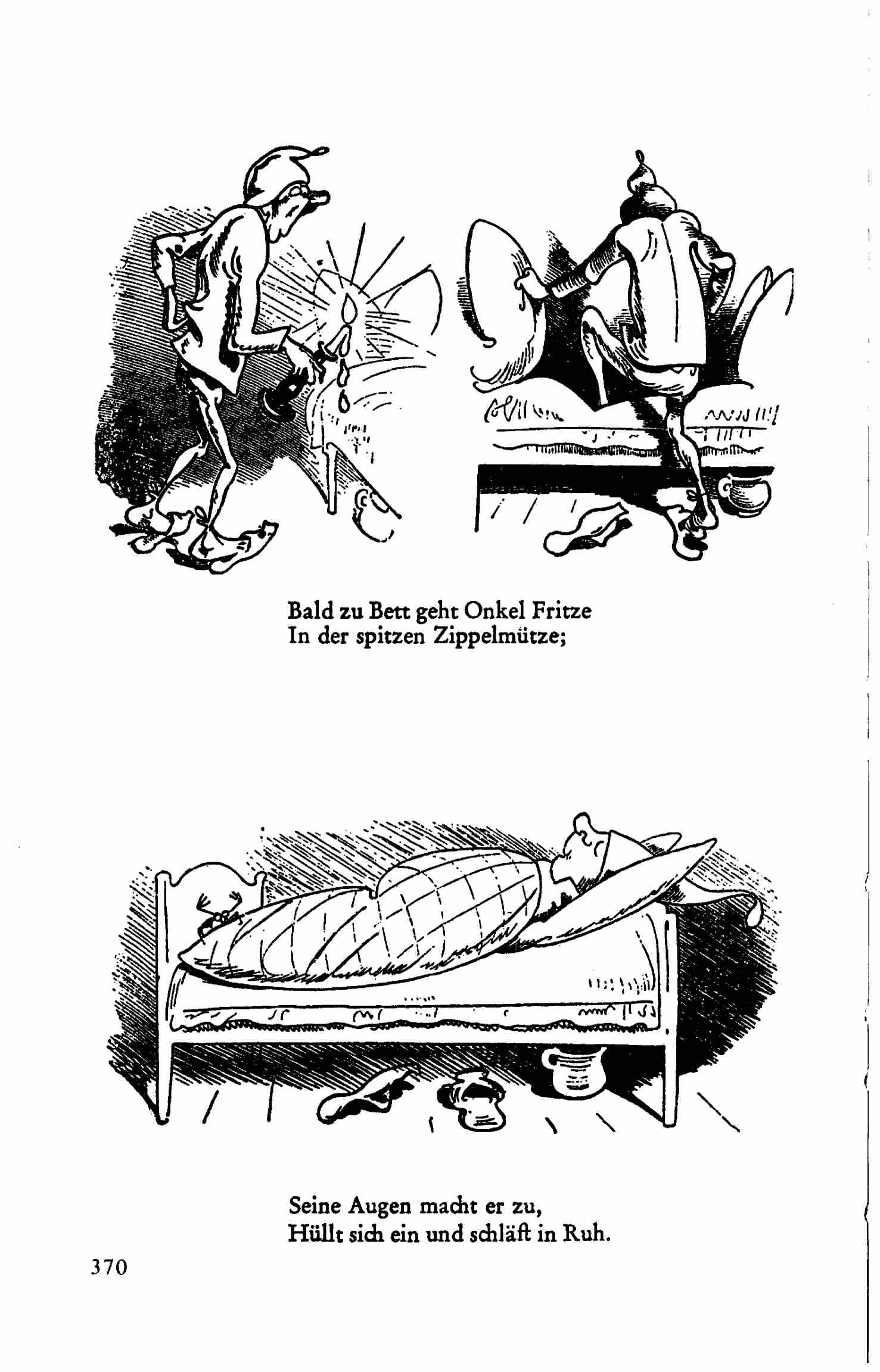
1859年-1908年のドイツの本より。
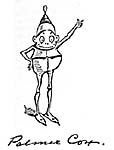
妖精ブラウニーのイラスト。ある種の妖精は伝統的にナイトキャップをかぶるとされる。